# Добрун
Добрун је мјесна заједница у општини Вишеград, Република Српска, Босна и Херцеговина. Дијелом своје богате историје Добрун је био и утврђени град, а касније и општина.

## Географија
Стари Добрун је подељен на: Доњи Добрун, Горњи Добрун и Добрунску Ријеку, док Мјесну заједницу Добрун поред поменутих чине и насеља: Бијела, Тасићи, Столац, Велетово, Ченгићи, Босанска Јагодина, Смријечје, Жагре, Златник, Турјак, Заножје, Богилице, Јабланица, Грање, Веље Поље, Небоговине, Бјељајци и Пољанице.
Мјесна заједница Добрун се простире на 85,64 km² и граничи се на истоку са Општином Ужице, а на сјевероистоку са Општином Бајина Башта, односно Републиком Србијом. Са јужне стране граничи се са Општином Рудо, а са осталих дијелова граничи се са селима која припадају мјесним заједницама Прелово, Вардиште, Дринско и Вишеград-центар.

## Историја
Град Добрун је најпознатији средњовековни град у овој области, а био је познат још у 15. веку. Град се налази на путу Вишеград-Ужице, на око 12 километара од Вишеграда. Он се састојао од тврђаве са жупским двором и три куле-стражарнице. Према народном предању град је саграђен око 1440. године, а подигла га је „проклета Јерина“, жена Ђурђа Бранковића. Ипак за ове тврдње на постоје поуздани историјски докази. У току средњег вијека око града је постојало насеље у коме су боравили дубровачки трговци.
Постоји још једно народно предање о постанку града које је забележио свештеник Алекса Ђуровић 1887. године. У њему се помиње како је град подигао Ђурађ Смедеревац после Битке на Косовом пољу. Турски султан Селим одлучио је да освоји град и довео је бројну војску из Санџака. Војска је опколила град, али није успела да га освоји, јер је он био подигнут у стенама. Град је по предању освојен тако што је манастирски кмет Јован Калауз издао град. Он је рекао да ће из града изаћи сватови и отићи по девојку у околину Пријепоља. Султан је напао сватове и после тога се турска војска упутила према граду прерушена у сватове. Сви из града су изашли да дочекају „сватове “ тако да су их Турци лако побили и заузели град. Када су га заузели опачкали су га и разорили до темеља, а варош спалили. У том нападу је страдао и Манастир Успења Пресвете Богородице у Добруну. Од некадашњег града Добруна данас постоје само рушевине и гробови око његових утврђења.
Стара црква је рестаурирана 1939.

## Становништво
| Демографија | Демографија | Демографија |
| Година      | Становника  | Становника  |
| ----------- | ----------- | ----------- |
| 1948.       | 2.708       |             |
| 1953.       | 6.510       |             |
| 1961.       | 621         |             |
| 1971.       | 652         |             |
| 1981.       | 562         |             |